# عين التينة (الضنية)
عين التينة  هي قرية لبنانية من قرى قضاء الضنية في محافظة الشمال.